# Kuba-Kröte
Die Kuba-Kröte (Peltophryne empusa, Syn.: Bufo empusus) ist ein 10 Zentimeter großer Froschlurch, der nur verstreut auf der Karibikinsel Kuba vorkommt.

## Aussehen
Diese Tiere haben eine gelbbraune mit dunkelbraunen Flecken und vielen Warzen versehene Haut. Der Bauch ist sehr hell. Die Kopfoberseite ist etwas heller und hat gelbliche Hautstellen. Die Gliedmaßen sind sehr kräftig und mit kurzen Krallen versehen.

## Lebensraum
Die Kuba-Kröte kommt in freien mit kurzen Gräsern und niedrigen Büschen bewachsenen Gebieten vor. In Havanna ist sie auch in Parks, in der Nähe von Wasserflächen wie gefüllten Straßengräben oder Wassertanks zu finden.

## Lebensweise
Um die Trockenzeit zu überstehen, gräbt sich die Kuba-Kröte bis zu einem Meter tief in das weiche Erdreich ein. Diese Höhlen verlassen sie erst mit Anbruch der Dämmerung. Sie ernährt sich von Insekten, deren Larven, Spinnentiere, Weichtiere und Würmern. Manchmal kommt sie auch durch Geräusche vor ihrem Bau angelockt am Tage hervor.

## Fortpflanzung
Die Laichzeit beginnt in der Regenzeit. Der Laich wird in kleineren Wasserflächen wie Straßengräben oder Tümpeln abgelegt. Die Entwicklungszeit der Kaulquappen beträgt 6 Wochen. Nach der Entwicklung zum fertigten Individuum kommen sie aus dem Wasser und suchen sich andere feuchte Gebiete.

## Gefährdung und Schutzmaßnahmen
Die größte Bedrohung sind die Zerstörung ihres natürlichen Lebensraumes infolge landwirtschaftlicher Nutzung, Pestizideinsatzes und der Ausbreitung der invasiven Art des Farbkätzchenstrauchs Dichrostachys cinerea. Daher stuft die IUCN diese Art als (Vulnerable) gefährdet ein. Zum Schutz der Art wurden in ihrem natürlichen Verbreitungsgebiet Schutzgebiete ausgewiesen. Dort wird die invasive Pflanzenart Dichrostachys cinerea bekämpft.